# Спаун, Герман фон
Барон Герман фон Спаун (Шпаун) (нем. Hermann von Spaun; 6 мая 1833, Вена Австрийская империя — 28 мая 1919, Гориция Италия) — австро-венгерский флотоводец, адмирал, командующий Императорского и Королевского Военно-морского Флота Австро-Венгрии в 1897—1904 годах. Гехаймрат.

## Биография
Сын Йозефа фон Спауна, австрийского барона, имперского советника, предки которого были выходцами из Швабии.
В 1850 году гардемарином поступил на службу в Императорский ВМФ, служил на различных судах и в 1853 году получил чин прапорщика. В 1859 году в чине фрегаттен-лейтенанта (Fregattenleutnant) в качестве первого помощника на корабле SMS Artemisia участвовал в войне против Франции и Сардинского королевства.
В 1864 г., в ходе Австро-прусско-датской войны в чине лейтенанта, первого офицера, находился на бронированном фрегате SMS Juan d’Austria, посланного в Северное море против Дании.
Участник Австро-прусско-итальянской войны. В начале войны командовал пароходом Andreas Hofer, но вскоре последовал его перевод на броненосец SMS Erzherzog Ferdinand Max, на борту которого он в 1866 г. отличился в морском сражении при Лиссе.
С 1867 г. командовал кораблём SMS Saida. В 1869 ему присвоен чин корветтен-капитана с переводом на должность командира канонерской лодки Hum.
В 1871 стал фрегаттен-капитаном (Fregattenkapitän). С 1873 по 1879 год на дипломатической службе в качестве военно—морского атташе в Лондоне. В 1879—1883 служил под началом эрцгерцога Карла Стефана Австрийского, вместе с которым посетил Бразилию и Северную Америку. В 1884 году назначен командиром императорской яхты Мирамар, осуществившей путешествие на восток королевской четы.
В 1885 участвовал в летних маневрах на борту броненосца Prinz Eugen и сразу же был назначен командиром дивизии кораблей в Средиземном море. С ней в 1886 году участвовал в блокаде греческого побережья. В том же году 1 мая (8 мая?) стал контр-адмиралом и назначен руководителем морских технических комитетов.

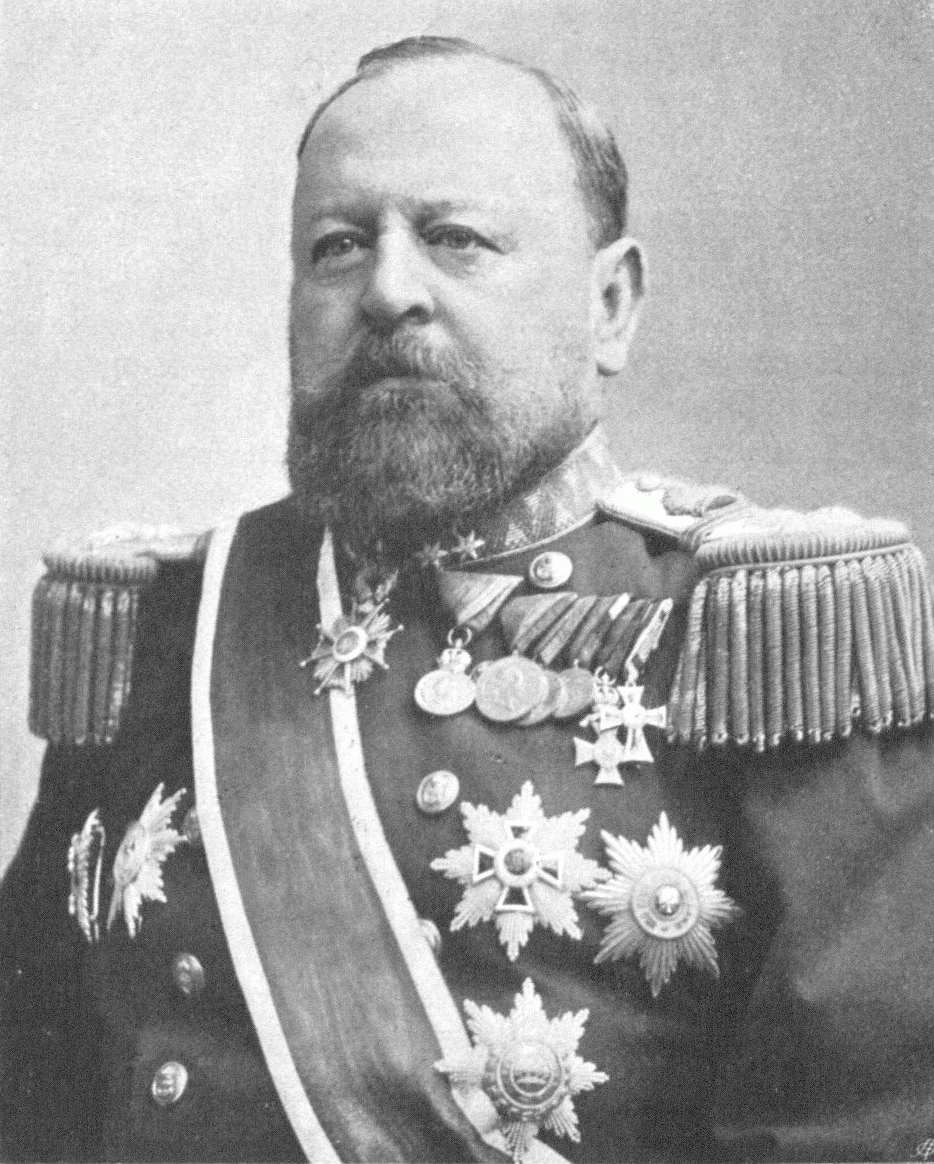
Адмирал Герман фон Спаун. 1905 г.

В 1889 году участвовал в международной морской конференции в Вашингтоне, представляя австрийское правительство, командовал делегацией флота Австро-Венгрии на праздновании юбилея Колумба в 1892 году в Генуе и в 1897 году — 60-летний юбилей королевы Виктории.
12 декабря 1898 назначен командующим Императорского и Королевского Военно-морского Флота Австро-Венгрии и начальником Морского отдела королевского Императорского военного министерства.
25 октября 1892 (1 ноября 1892?) получил чин вице-адмирала. Поддержание великодержавного статуса и престижа страны требовало наличия в военно-морском флоте Австро-Венгрии современных крейсеров, способных выполнять подобные задачи. Проект строительства таких крейсеров был вотирован в 1895 г. по инициативе командующего военно-морским флотом Максимилиана Даублебски фон Штернека. В соответствии с этим проектом были спущены на воду три бронепалубных крейсера: «Цента» (Zenta), «Асперн» (Aspern) и «Жигетвар» (Szigetvar). Этот класс кораблей получил название по имени первого корабля — «Зенты». После смерти Штернека в 1897 г., строительство крейсеров было закончено в 1899 г. под руководством его преемника, Германа фон Спауна.
Новый глава флота предложил свой, весьма амбициозный план расширения флота.
Этот план, рассчитанный на 10 лет, предусматривал увеличение флота к 1909 г. до следующего состава: 15 броненосцев водоизмещением в 6000-9000 т, 7 крейсеров в 4000-7000 т, 7 крейсеров в 1500—2500 т, 15 крейсеров в 300—600 т, 90 миноносцев и контрминоносцев в 200—300 т и 7 речных мониторов, при общей сумме экстраординарных расходов 55 млн флоринов (по другим данным, программа, выдвинутая фон Шпауном в декабре 1897 г., предусматривала флот, состоящий из 12 линкоров, 12 крейсеров, 24 мореходных миноносцев, 48 миноносцев 1-го класса и 12 дунайских мониторов).
26 апреля 1899 (1 мая 1899?) ему присвоен чин адмирала. В 1902 году он стал членом верхней палаты Рейхсрата, австрийского парламента. Был Гехаймратом.
1 ноября 1904 года по его просьба отправлен в отставку. На посту командующего военно-морским флотом его сменил Рудольф Монтекукколи.
В 1904—1905 годах был членом Международной комиссии, созданной для расследования Гулльского инцидента.

## Память

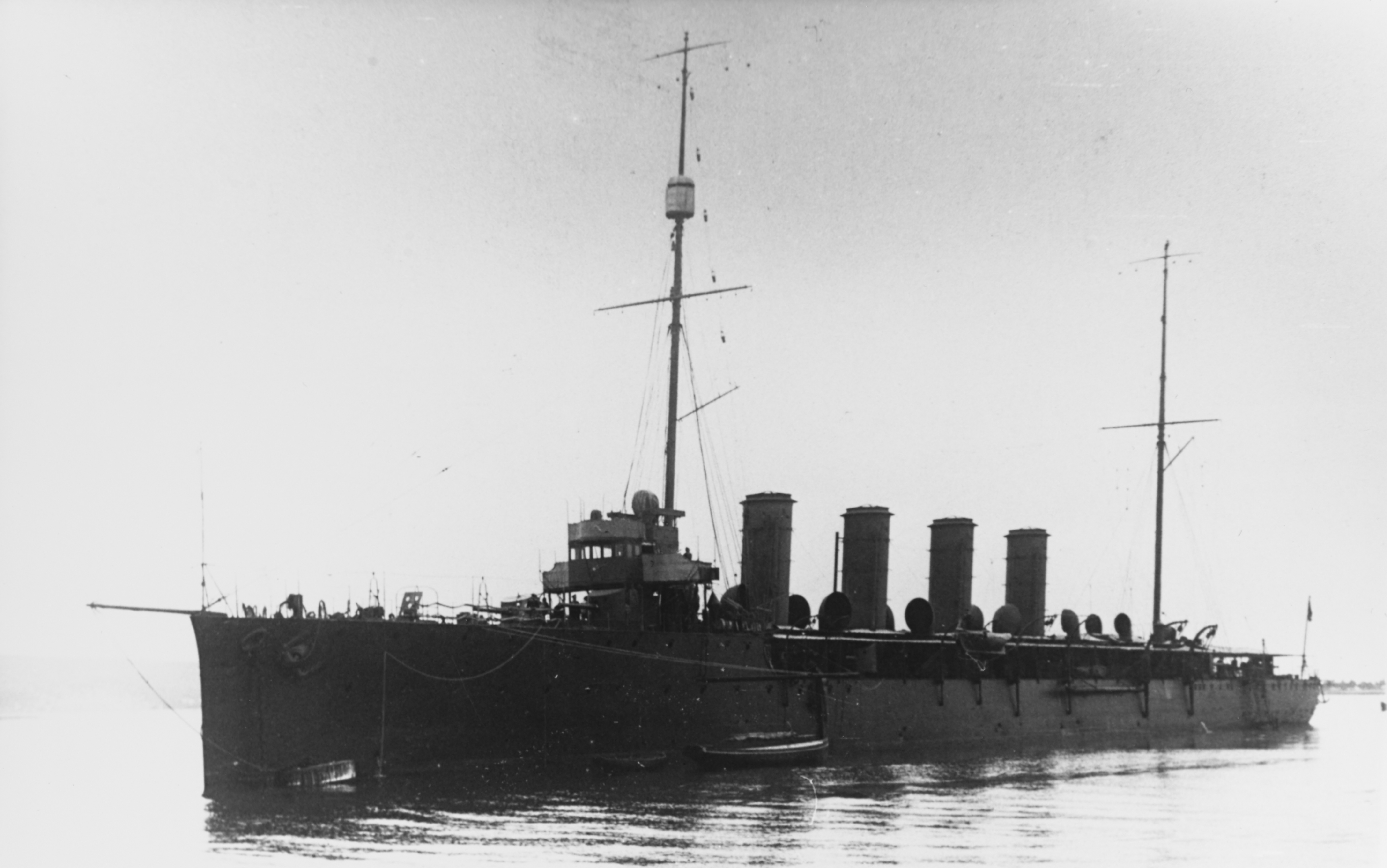
Первый лёгкий крейсер или крейсер-скаут SMS Admiral Spaun

- В честь адмирала в 1909 г. был назван один из наиболее совершенных малых крейсеров в мире того времени SMS Admiral Spaun. Г. фон Спаун был единственным живым тёзкой имперского военного корабля, при этом не являясь членом императорского дома.
- В Венском музее военной истории в морском зале имеется его портрет.